# Convention de Schengen
Pour les articles homonymes, voir Schengen (homonymie).
Ne doit pas être confondu avec Accord de Schengen.
La convention de Schengen organise l'ouverture des frontières entre les pays européens signataires. Pour les citoyens européens et les membres de leur famille, la libre circulation dans l'Union européenne découle en outre de la directive 2004/38/CE. Le territoire ainsi délimité est communément appelé « espace Schengen », du nom du village luxembourgeois de Schengen situé sur la Moselle où a été signé l'accord entre les cinq États concernés à l'époque le 14 juin 1985. Le choix de ce lieu est symbolique car il s'agit d'un tripoint frontalier entre le Luxembourg (donc plus largement le Benelux), l'Allemagne et la France (au bord de la Moselle). Si la première convention de Schengen date de 1985, l'espace Schengen a été institutionnalisé à l'échelle européenne par le traité d'Amsterdam du 2 octobre 1997. L'espace Schengen comprend actuellement 29 États membres.
Le traité de Lisbonne, signé le 13 décembre 2007, modifie les règles juridiques concernant l'espace Schengen, en renforçant la notion d'un « espace de liberté, de sécurité et de justice ». Celui-ci fait intervenir davantage de coopération policière et judiciaire, et vise à une mise en commun des politiques de visas, d'asile et d'immigration, notamment par le remplacement de la méthode intergouvernementale par la méthode communautaire.
Les pays signataires pratiquent une politique commune en ce qui concerne les visas et ont renforcé les contrôles aux frontières limitrophes de pays extérieurs à l'espace. Bien qu'il n'y ait en théorie plus de contrôles aux frontières internes à l'espace Schengen, ceux-ci peuvent être mis en place de manière temporaire s'ils s'avèrent nécessaires au maintien de l'ordre public ou de la sécurité nationale. Désormais, les citoyens étrangers qui disposent d'un visa de longue durée pour l'un des pays membres peuvent circuler librement à l'intérieur de la zone.

## Origine

Carte de l'espace Schengen

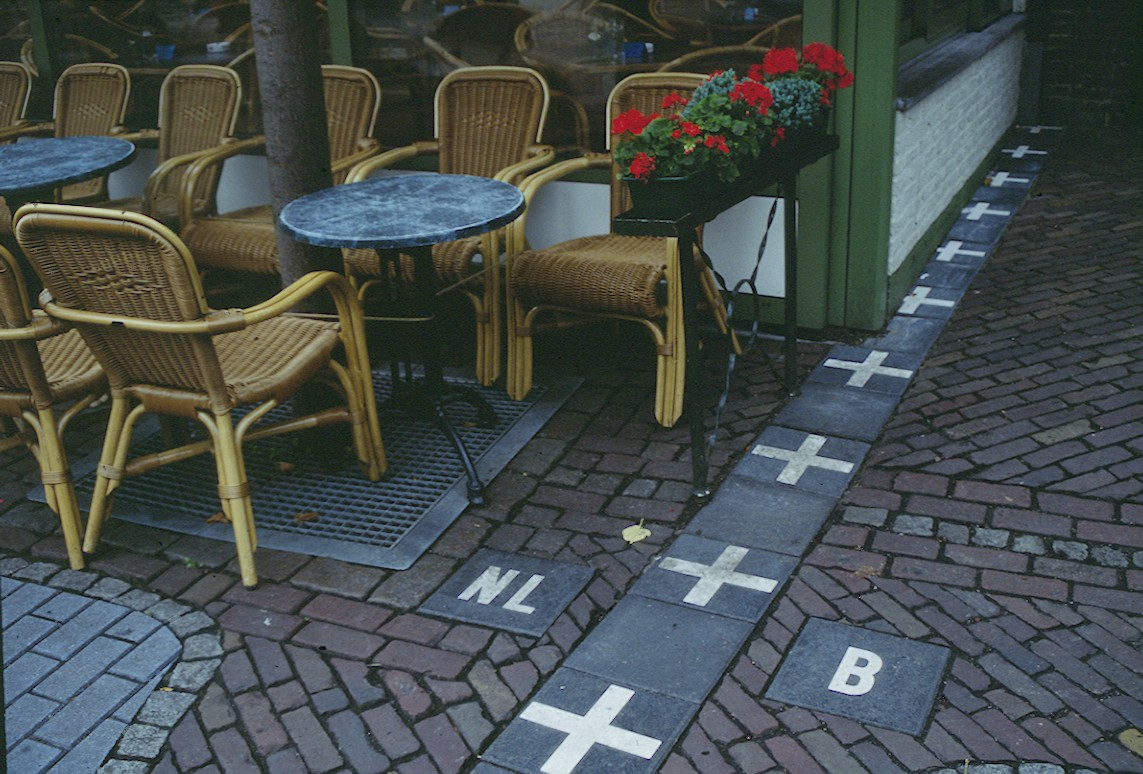
Frontière Schengen entre la Belgique et les Pays-Bas.

Après l'accord de Schengen qui remonte à 1985, sera signée la convention de Schengen en 1990 ; celle-ci entra en application en 1995. Alors qu'ils étaient minoritaires dans l'accord de 1985, les articles concernant la coopération policière, l'immigration et l'asile sont désormais majoritaires (100 sur les 142 articles). La convention consacre la notion de « douane volante », permettant des contrôles des douanes sur tout point du territoire, que ce soit contrôle des marchandises ou des titres de séjour (art. 67 du Code des douanes français). La notion de « frontière » évolue alors, sortant de la stricte compréhension géographique pour devenir mobile, fluctuante, sujette à la perception des douaniers.
La convention d'application de l'accord Schengen a été ratifiée par l'Allemagne, les pays du Benelux (Belgique, Pays-Bas et Luxembourg), la France (19 juin 1990), l'Italie (27 novembre 1990), l'Espagne, le Portugal (25 juin 1991). Les accords entrent en vigueur pour les sept pays dès le 26 mars 1995, mais la France demande une période probatoire de trois mois, durant lesquels des contrôles aléatoires sont menés aux frontières terrestres, tandis qu'ils sont levés aux aéroports. À la suite de la vague d'attentats de l'été 1995, elle rétablit tous les contrôles, faisant ainsi appel à l'art. 2.2 qui prévoit cette possibilité « pour une période limitée » et « lorsque l'ordre public ou la sécurité nationale l'exigent ». Elle finit par lever tous les contrôles le 26 mars 1996, à l'exception des frontières avec la Belgique et le Luxembourg, en raison de la tolérance néerlandaise vis-à-vis de certaines drogues. Cela lui vaut des remontrances de la part de ses partenaires, et en 1996, le groupe Schengen détermine plus précisément la portée de la clause de sauvegarde (art. 2.2).

### Extension de l'espace à la suite des élargissements de l'UE
La convention est aussi signée par la Grèce (6 novembre 1992) et l'Autriche (28 avril 1995), puis par le Danemark, la Finlande, la Suède (et aussi la Norvège et l'Islande pour prendre en compte et préserver le traité existant de libre circulation entre les pays nordiques) le 19 décembre 1996.
La Norvège et l'Islande, par ailleurs signataires de la convention de Dublin, ont signé un accord de coopération avec les États Schengen en même temps que l'accord signé avec le Danemark, la Finlande et la Suède : ces trois derniers, membres de l'UE, disposaient déjà d'un régime de libre circulation incluant la Norvège et l'Islande, dénommé Union nordique des passeports.
L'Italie applique la convention depuis le 1er juillet 1997, l'Autriche et la Grèce l'appliquent depuis le 1er décembre 1997 ; cependant, la levée totale des contrôles des personnes aux frontières intérieures aériennes et maritimes n'est intervenue en Grèce que le 26 mars 2000, alors que l'Italie les levait le 26 octobre 1997 et l'Autriche le 1er décembre 1997.

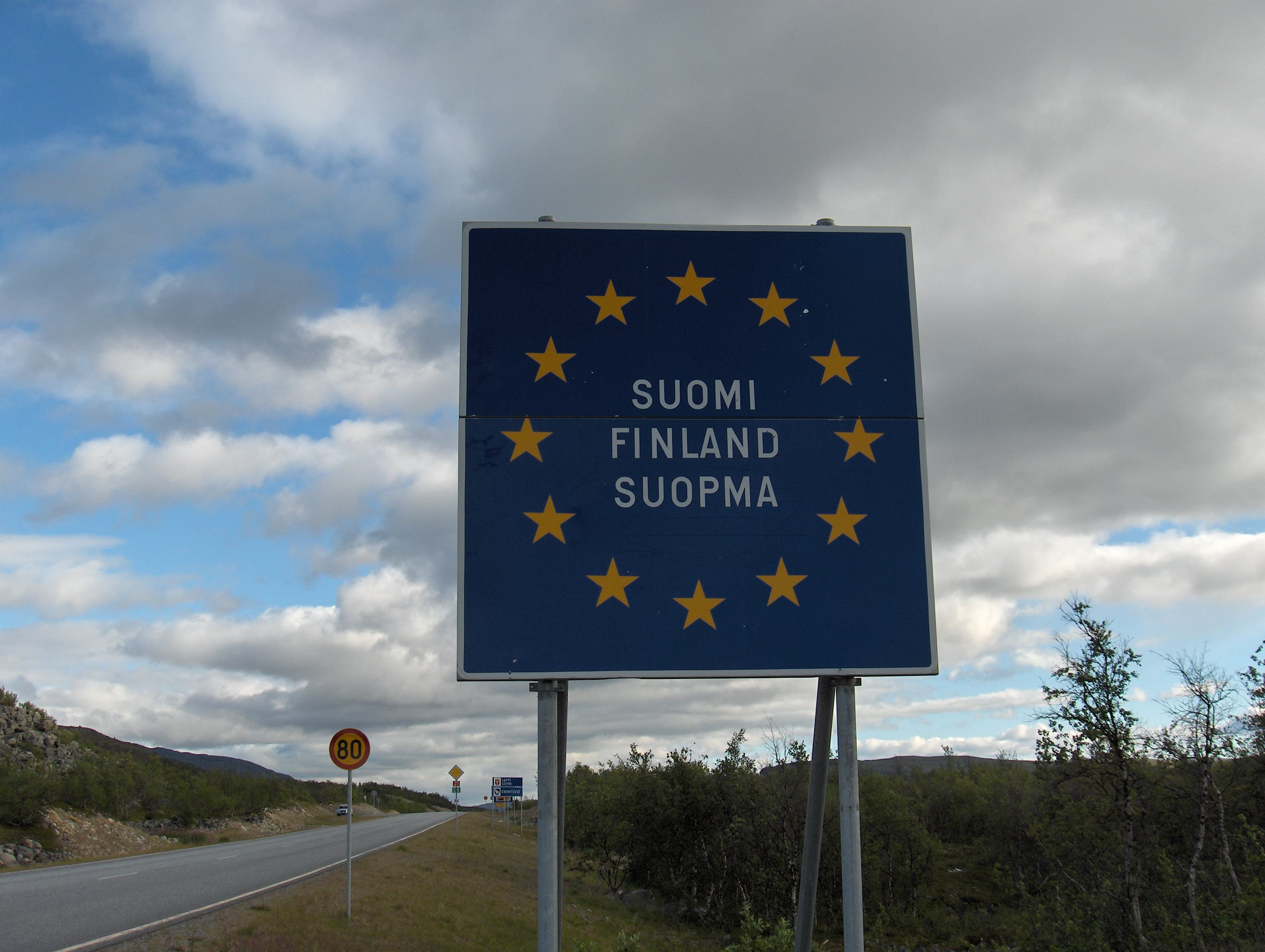
Panneau trilingue (finnois, suédois et same) marquant une frontière Schengen intérieure près de Kilpisjärvi (Finlande).

Le traité d'Amsterdam (1997) prévoit l'incorporation de l'accord de Schengen aux autres traités de l'Union européenne. L'Irlande et le Royaume-Uni n'ont toutefois pas signé la convention de Schengen ; mais Londres a bien signé la Convention de Dublin à propos du droit d'asile. En effet, des difficultés sont survenues à propos du contrôle aux frontières de Gibraltar et de la coopération avec l'Espagne. D'autre part, les questions relatives à la liberté de circulation entre les îles Britanniques (y compris l'Irlande et les îles Anglo-Normandes) sont en cours d'examen et font l'objet d'un accord spécifique (dit compromis de Dublin) destiné à préserver les acquis des deux espaces de liberté, mais surtout à mettre en œuvre le dispositif commun de contrôle prévu dans le système Schengen et pouvant bénéficier d'une coopération renforcée par un échange d'informations entre les signataires du compromis de Dublin (comme cela a été fait pour préserver les acquis de la liberté de circulation entre les pays nordiques). Ce dispositif a d'abord été mis en œuvre pour la lutte contre le hooliganisme (par le partage des signalements d'interdictions prises contre certaines personnes), mais qui s'étend maintenant à la prévention des trafics illégaux de biens, de services ou de personnes.

### Extension à la Suisse et au Liechtenstein
Le 13 mai 2004, les négociations avec la Suisse pour sa participation à l'espace Schengen et à l'espace Dublin ont abouti. Soumise au référendum lors de la votation populaire du 5 juin 2005, l'adhésion est approuvée par 54,6 % des votants. La Suisse devient ainsi membre de l'espace Schengen, aux mêmes conditions que les autres pays non-membres de l'Union européenne parties à cet accord, l'Islande et la Norvège. Cette adhésion fut effective dès que tous les pays membres ont ratifié l'accord passé avec la Suisse, en février 2008. Puis la procédure d'évaluation a abouti en novembre 2008. Le 12 décembre 2008 à minuit, la Confédération suisse a intégré l'espace Schengen. Cependant, les marchandises continuent à être contrôlées car la Suisse n'a pas conclu d'union douanière avec l'Union européenne.
Le Liechtenstein est aussi concerné car depuis 1924 la Principauté est réunie au territoire douanier suisse et en constitue une partie intégrante. De plus, le Liechtenstein a également signé le 28 février 2008 un accord pour son intégration formelle dans l'espace Schengen, qui a été ratifié le 7 mars 2011,. Après un processus d'évaluation dans les domaines de la protection des données, la coopération policière et le Système d’information Schengen SIS/Sirene, l'adhésion du Liechtenstein à l'espace de Schengen fut confirmée le 18 décembre 2011.

## Membres et mise en application
Pour chaque État membre, il existe un délai entre la signature de l'accord (devenir membre) et la mise en œuvre de celui-ci.

### Application
- 26 mars 1995 : Allemagne, Belgique, France (avec des restrictions jusqu'en mars 1996), Luxembourg, Pays-Bas, Portugal et Espagne.
- 26 octobre 1997 : Italie.
- 1er décembre 1997 : Autriche.
- 8 décembre 1997 : Grèce.
- 25 mars 2001 : Danemark, Finlande, Islande, Norvège et Suède.
- 21 décembre 2007 : Estonie, Lettonie, Lituanie, Pologne, République tchèque, Slovaquie, Hongrie, Slovénie et Malte.
- 12 décembre 2008 : Suisse.
- 19 décembre 2011 : Liechtenstein.
- 1er janvier 2023 : Croatie.
- 31 mars 2024 : Bulgarie et Roumanie.

Les huit États d'Europe centrale et orientale qui ont signé le 1er mai 2004, ainsi que Malte, ont mis en œuvre l'accord à partir du 21 décembre 2007 pour les frontières terrestres et maritimes, et à partir du 30 mars 2008 pour les frontières aériennes, Chypre suivant un planning différé. La Suisse a commencé à appliquer l'accord le 12 décembre 2008, à la suite du feu vert de la commission d'évaluation. La décision formelle a été prise le 27 novembre 2008.
Chaque nouveau pays doit, avant d'appliquer complètement l'accord Schengen, satisfaire à certaines conditions dans les quatre domaines suivants : les frontières aériennes, les visas, la coopération policière et la protection des données personnelles. Ce processus d'évaluation implique qu'un questionnaire soit rempli par les États candidats et que des visites d'experts de l'Union européenne aux institutions et lieux de travail sélectionnés dans les pays concernés soient effectuées.

## Mesures d'accompagnement

### Possibilité de rétablissement des frontières
L'article 2(2) permet de rétablir de façon temporaire un contrôle des personnes à ses frontières ou dans certaines régions d'un pays pour des raisons d'ordre public ou de sécurité.
Cela a été utilisé à de multiples reprises, lors de sommets du G8 et autres lieux de rassemblement du mouvement altermondialiste (récemment lors du sommet de l'OTAN Strasbourg-Kehl 2009), ou encore par l'Allemagne lors de la Coupe du monde de football de 2006, afin d'interdire l'entrée sur le territoire de présumés hooligans suivant des listes préétablies par les services de police.
Les États membres peuvent déterminer à discrétion l'étendue des notions d'ordre public, de sécurité publique ou de santé publique, en accord avec leur législation et selon leur jurisprudence nationale, mais cela ne s'applique pas dans le cadre du droit communautaire. Cependant les accords prévoient que toute mesure de restriction de déplacement prise pour ces raisons d'ordre, de sécurité ou de santé publique doit être conforme à la Convention européenne des droits de l'homme, obéir au principe de proportionnalité, et être motivée par une menace réelle et suffisamment grave touchant un intérêt fondamental du pays. Ces restrictions ne peuvent concerner que des individus, et non des groupes d'individus, la nationalité ou l'origine du voyageur, travailleur ou migrant, ou son lieu d'entrée dans l'espace de Schengen ne pouvant pas constituer une raison suffisante pour lui interdire un déplacement.
La gestion de la crise migratoire en Europe a notamment entraîné le rétablissement temporaire des frontières. Ainsi, confrontée à l'afflux des réfugiés dont le nombre atteint en 2015 le chiffre d'un million, l'Allemagne, pourtant promotrice d'une politique d'accueil, est la première à rétablir sa frontière avec l'Autriche le 13 septembre 2015.
Selon l'homme politique italien Paolo Gentiloni, il existe un risque que les pays d'Europe cherchent à fermer leurs frontières, provoquant l'effondrement de l'accord de Schengen. Pour Pascal Lorot, président de l'Institut Choiseul, Angela Merkel, en ouvrant toutes grandes les portes de l'Europe, porte la responsabilité de la vague de contestations qui s'est manifestée en Europe centrale et de la défiance dans les autres pays contre une volonté jugée hégémonique et a détruit ce qui fonctionnait le mieux au sein de l'Union européenne, à savoir la liberté de circuler partout sans restrictions. Les restrictions temporaires à la liberté de circulation s'installent dans la durée.
Toutefois, il est à rappeler que les accords de Schengen ne concernent pas la libre circulation (la libre circulation est l'espace de liberté, de sécurité et de justice). Les accords de Schengen concernent les mesures de sécurité prises afin de permettre la libre circulation, dont la possibilité de rétablir les frontières en temps de crises.

### Décision d'entrée
L'entrée immédiate dans l'espace de Schengen ne signifie pas acceptation de cette entrée, puisque la décision d'interdire l'entrée dans l'espace de Schengen peut être prise et notifiée à l'intéressé dans les trois mois suivant son entrée provisoire dans l'espace de Schengen ; seul le pays d'entrée peut prendre sa décision d'accepter ou refuser un individu, et il conserve toutes les données et signalements relatifs à cette personne selon sa législation nationale. Toutefois, les autres pays signataires peuvent notifier leur appréciation au pays d'entrée qui déterminera si le signalement doit être inscrit et communiqué dans le système Schengen aux autres pays de l'espace.
De plus en cas d'utilisation de faux documents à l'entrée dans l'espace de Schengen (notamment en cas de fausse déclarations de ressources ou d'assurance, ou de faux documents d'identité), la décision provisoire de laisser entrer un individu peut être cassée sans limite de durée, en accord avec la Convention européenne des droits de l'homme et les législations nationales, mais uniquement par le pays d'entrée qui seul peut supprimer un signalement et annuler une autorisation d'entrée. En pratique, cela évite la constitution de fichiers multiples et contradictoires pour un même individu, et évite les conflits de législation qui pourraient retarder une décision d'expulsion, par des recours multiples, et cela simplifie les recours en annulation pour les individus concernés, notamment dans le cadre de la lutte contre le trafic de personnes.
Pour les visiteurs hors EEE, le droit d'entrée est de trois mois à la première entrée dans l'espace de Schengen, quel que soit le nombre de pays visités. À l'expiration du délai, la présence sur le territoire d'un pays de l'espace Schengen n'est plus autorisée, et le ressortissant doit refaire une nouvelle procédure d'entrée et pouvoir prouver qu'il a résidé hors de l'espace Schengen ou de l'EEE durant les trois derniers mois, pour être autorisé à y revenir. Pour le prouver, un visa de sortie est apposé lors de sa sortie de l'espace Schengen, sur le formulaire remis avec le passeport lors de son entrée (cependant le visiteur peut présenter une preuve suffisante de résidence hors de l'espace par tout autre moyen, notamment par la preuve de visas d'entrée ou de sortie dans un autre pays, ou les preuves nominatives de ce déplacement hors de l'espace).
Des mesures d'accompagnement permettent toutefois au visiteur de s'affranchir parfois d'un certain nombre de formalités, notamment l'obligation d'une assurance d'assistance au retour, ou de couverture maladie, si le visiteur est seulement en transit temporaire dans un point d'échange de trafic international (ports, gares, aéroports…), où il peut séjourner légalement pour une durée limitée dans le temps. Si pour assurer une correspondance, il doit sortir d'une zone internationale de transit, il est tenu de se présenter aux contrôles et signaler sa zone de transit ou de destination, par exemple pour les correspondances d'une gare à une autre. Généralement, ces transferts de voyageurs hors Schengen sont assurés par les voyagistes qui remettent aux autorités les listes de voyageurs dont ils assurent le transport de correspondance d'une zone de transit à une autre.